# ماكس شيرمان
ماكس شيرمان (بالإنجليزية: Max Sherman)‏ هو محامي وسياسي أمريكي، ولد في 19 يناير 1935 في الولايات المتحدة. حزبياً، نشط في الحزب الديمقراطي. وقد انتخب عضو مجلس ولاية تكساس.